# Декордова (Техас)
Декордова (англ. DeCordova) — місто (англ. city) в США, в окрузі Гуд штату Техас. Населення — 3007 осіб (2020).

## Географія
Декордова розташована за координатами 32°25′46″ пн. ш. 97°41′35″ зх. д. / 32.42944° пн. ш. 97.69306° зх. д. (32.429384, -97.692941).  За даними Бюро перепису населення США в 2010 році місто мало площу 4,19 км², з яких 3,65 км² — суходіл та 0,54 км² — водойми.

## Демографія
Згідно з переписом 2010 року, у місті мешкали 2683 особи в 1278 домогосподарствах у складі 933 родин. Густота населення становила 640 осіб/км².  Було 1465 помешкань (349/км²).
Расовий склад населення:
| - 97,7 % — білих - 0,7 % — корінних американців - 0,4 % — азіатів - 0,1 % — чорних або афроамериканців |

До двох чи більше рас належало 0,8 %. Частка іспаномовних становила 2,3 % від усіх жителів.
За віковим діапазоном населення розподілялося таким чином: 12,9 % — особи молодші 18 років, 45,9 % — особи у віці 18—64 років, 41,2 % — особи у віці 65 років та старші. Медіана віку мешканця становила 60,4 року. На 100 осіб жіночої статі у місті припадало 91,2 чоловіків;  на 100 жінок у віці від 18 років та старших — 88,4 чоловіків також старших 18 років.
Середній дохід на одне домашнє господарство  становив 84 151 долар США (медіана — 68 380), а середній дохід на одну сім'ю — 87 956 доларів (медіана — 78 625). За межею бідності перебувало 1,1 % осіб, у тому числі 0,0 % дітей у віці до 18 років та 1,5 % осіб у віці 65 років та старших.
Цивільне працевлаштоване населення становило 1129 осіб. Основні галузі зайнятості: освіта, охорона здоров'я та соціальна допомога — 26,7 %, роздрібна торгівля — 12,5 %, будівництво — 9,1 %, мистецтво, розваги та відпочинок — 8,6 %.